# Ampferstein
L'Ampferstein és una muntanya de 2.556 msnm, extrem oriental de les Kalkkögel, als Alps de l'Stubai (Tirol, Àustria). Amb el Marchreisenspitze i el Malgrubenspitze formen el famós "Triumvirat" d'Axamer Lizum. Al nord de l'Ampferstein es troba la Schneiderspitze.

## Pujades
La millor ascensió a Ampferstein és la "Lustig e-Bergler-Steig", una via ferrada que condueix a Marchreisenspitze. Des de l'Axamer Lizum es pot arribar a l'entrada a través de l'Halsl i sobre la carena àmplia que condueix a l'estructura rocosa de l'Ampferstein. En alguns trams i bandes de roca, sempre ben assegurats, el camí condueix al cim de l'Ampferstein. Val la pena destacar el Weiterweg a la Funny Bergler climb a Marchreisenspitze. A més, la possible ruptura de graves adjacent entre els pics permet un descens ràpid cap al Lizum.

## Impressions

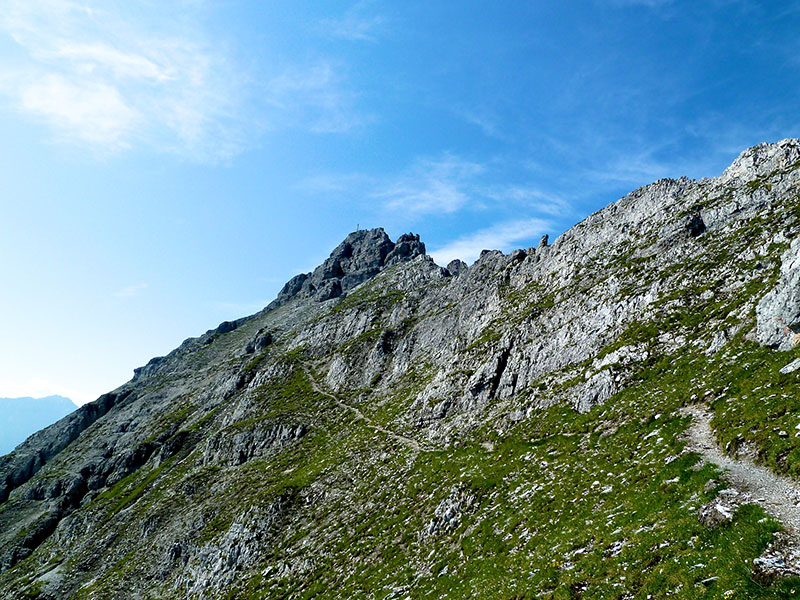
Just abans del cim d'Ampferstein
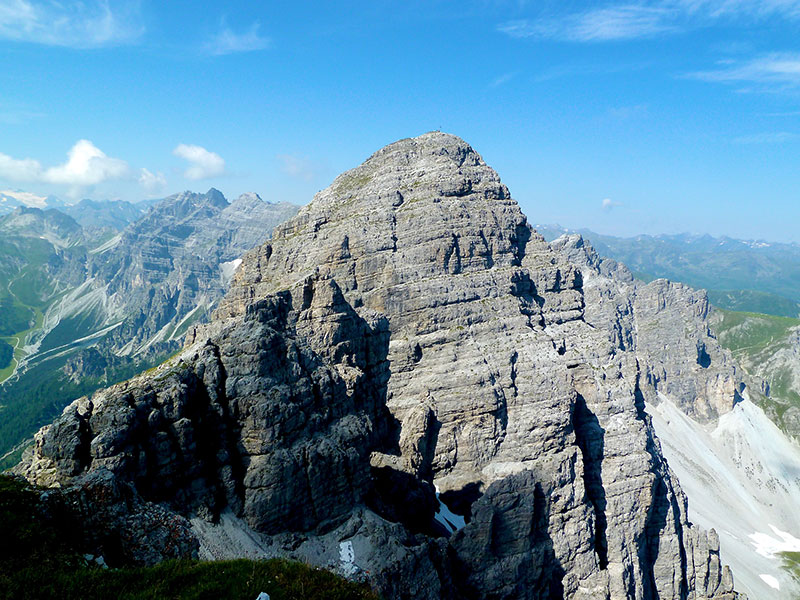
Vista cap a Marchreisenspitze
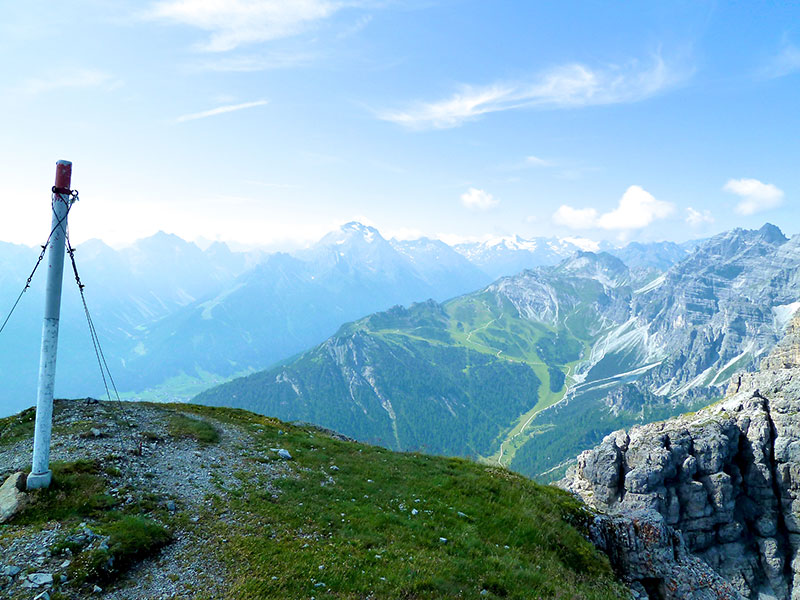
Vista cap a Schlick

## Origen del nom
El nom "Ampferstein" deriva, en part, de la presència de praderies d'agrella sota la muntanya. El nom del corredor sota la muntanya ha pujat i es va convertir en el nom de la muntanya. Pel que fa a la segona part del nom, el terme "pedra" es refereix a pics els cims de la qual són fets de roca nua.